# 沙依坡乡
沙依坡乡，是中华人民共和国云南省红河哈尼族彝族自治州金平苗族瑶族傣族自治县下辖的一个乡镇级行政单位。

## 行政区划
沙依坡乡下辖以下地区：
沙依坡村、土马村、阿哈迷村、妈卡波村、新房子村、金水村和阿都波村。